# 林秋梧
林秋梧（台灣閩南語： Lim Tshiu-ngôo），1903年8月15日—1934年10月10日），法號證峰，別名林證峰、林洲鰲、林宣鰲，筆名坎人、守俄、林洲鰲，台灣台南人，是台灣日治時期的臺灣佛教僧侶和社會運動家，其思想受到民族主義與無產階級革命的社會主義思潮影響，並藉此批判當時台灣佛教現象，被喻為「解放佛學」。國立台北教育大學台研所名譽教授李筱峰為其外甥孫。

## 生平
林秋梧家庭窮困，父林成武、母楊安，以挑賣菓行商為營生。1911年入臺南第一公學校，課後則趕赴七娘媽廟的私塾刻苦學漢文。公學校畢業後，在漢文先生向林家說項下於1918年考入臺灣總督府國語學校，課間與蔣渭水等臺灣文化協會之文人往來。
1922年2月，由於臺灣總督府臺北師範學校爆發反日學潮，僅差11日即可畢業的林秋梧被校方勒令退學。雖蔣渭水曾交涉林獻堂出資林秋梧赴日深造，但家貧父母反對作罷。期間雖投考警員、赴日神戶同鄉經營的「玉坡貿易協會」，卻因其學運身分及嗜讀忘工而屢不順遂，甚至遭總督府警察監視。
1924年春，林秋梧轉赴中國廈門，於集美學校執教，並於廈門大學哲學系求學，隔年因丁憂回臺。後於1926年返臺灣文化協會活動寫真部，擔任辯士、參與文協的文化演講，進行對市民的文化啟迪工作，任《赤道報》發行兼編輯。
臺灣文化協會分裂後，林秋梧於1927年出家為僧，投禮開元寺住持得圓和尚為師，同年4月入東京駒澤大學就讀，拜忽滑谷快天門下。
1930年學成歸途，旅行朝鮮，視察各地佛教。5月受命任南部臨濟宗佛教講習會講師，9月出任開元寺講師兼書記，並開設佛教講會，向寺內住眾講授佛學哲學日本語。同年12月受命兼南瀛佛教會講師。1934年2月受命為臨濟宗布教講習會講師兼翻譯。同年因肺結核而圓寂。

## 理論與主張
林秋梧主陳左翼解放佛學以抗當時佛教陳腐之處，其著作先後發表於《中道》、《南瀛佛教》、《臺灣新民報》及《赤道報》等刊物；其中發表於《南瀛佛教》的〈真心直說白話註解〉、〈佛說堅固女經講話〉等短篇可謂之代表作。其詩「菩提一念證三千，省識時潮最上禪；體解如來無畏法，願同弱少鬥強權！」可代表其中心思想。

### 左翼的解放佛學

證峰法師(林秋梧)追悼會

林秋梧匯通左翼思想的社會主義及唯物史觀、大乘佛學的如來藏及般若思想、中國佛學的佛性論及無情有性論等，建構出解放佛學的平等觀─將極樂淨土類比於社會主義的理想社會，主張「自力的現世淨土」，倒轉宗教界所遮蔽社會經濟活動的結構問題，而應回歸到現實關懷的階級鬥爭為方法，藉此批判傳統就彼岸性的極樂淨土思想及臺灣趨炎附勢、不明就裡的迷信風氣，進而採取無抵抗的大抵抗主義來改變身邊的不公不義。

## 延伸閱讀
- 國家圖書館，《臺灣歷史人物小傳─林秋梧（證峰法師） （页面存档备份，存于）》。
- 中央研究院「日治臺灣哲學與實存運動」研究計畫，《日治時期臺灣哲學文獻清單列表 （页面存档备份，存于）》。
- 臺灣大學哲學系，《臺灣哲學研究資料庫 （页面存档备份，存于）》。 臺灣電影史研究史料資料庫，《林秋梧氏為僧─臺灣日日新報1927年3月11日 （页面存档备份，存于）》。